# Craig G

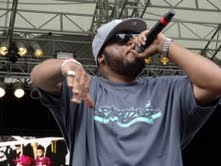
Craig G (2013)

Craig G (eigentlich Craig Curry; * in New York City) ist ein US-amerikanischer Rapper und war Mitglied der Juice Crew.

## Werdegang
Craig G lernte in den 1980er Jahren den Produzenten Marley Marl kennen. Mit ihm nahm er 1985 zwei Singles auf, Shout und Transformer. Seine nächsten Solo-Singles waren im Jahre 1988 Droppin′ Science und The Symphony, auf der er als ein Teil der Juice Crew auftrat. Das letztgenannte Lied nennt Jason Birchmeier vom All Music Guide einen Meilenstein in der Entstehung des Hardcore-Rap. Danach wechselte Craig G vom Hauslabel der Juice Crew, Cold Chillin’ Records, zu Atlantic Records, bei denen er 1989 sein Debütalbum The Kingpin veröffentlichte. Im Song The Blues beschuldigte er Cold Chillin’ Records, seine Tantiemen zurückzuhalten. Der Nachfolger Now That′s More Like It platzierte sich auf Platz 97 der Top R&B/Hip-Hop Albums des Billboard-Magazins.
Craig G erhielt 2002 den Auftrag, die Texte für die Freestyle-Szenen im Film 8 Mile zu schreiben. Seine dadurch wieder gestiegene Bekanntheit nutzte er, um 2003 sein drittes Album This Is Now auf den Markt zu bringen, gefolgt 2008 von Operation Take Back Hip-Hop.

## Diskografie

### Singles
- 1985: Shout
- 1985: Transformer
- 1988: Droppin′ Science
- 1991: U R Not The One
- 2002: Say What Ya Want / The Executioner Song
- 2003: Let′s Get Up
- 2003: Stomped / Make You Say Yes
- 2008: Made the Change / Deep Down

### Alben
- 1989: The Kingpin
- 1991: Now That′s More Like It
- 2003: This Is Now
- 2006: „Climate Control“ (As Silent Majority With Will Pack)
- 2008: Operation Take Back Hip-Hop
- 2012: „Ramblings Of An Angry Old Man“